# Rodrigo Leão
Rodrigo Costa Leão Muñoz Miguez (* 1964 in Lissabon) ist ein portugiesischer Musiker und Komponist.

## Leben
Bekannt wurde Leão durch seine musikalischen Kompositionen und seine Mitwirkung in portugiesischen Bands. Er war Mitbegründer der Bands Sétima Legião (1982) und Madredeus (1985). Als seine Solokarriere Gestalt annahm, entschied er sich 1993 bzw. 1994 dazu, aus diesen Bands auszusteigen.
Sein Solowerk verbindet eine Kombination modern-klassischer Kompositionen mit eher traditionellen Liedformen und Instrumentationen. Verschiedene Künstler haben bei seinen Aufnahmen und Tourneen mitgewirkt, so zum Beispiel Lula Pena oder Adriana Calcanhotto bei Alma Mater und Beth Gibbons und Ryuichi Sakamoto bei Cinema.

Das Spektrum seines Schaffens wird mit dem des Filmkomponisten Angelo Badalamenti verglichen.
Sein Album Cinema war in Portugal sehr erfolgreich: Es erreichte Platz eins in den Verkaufscharts und auch die Konzerte in Portugal und Spanien waren häufig ausverkauft. In diesem Album kann man die eklektischen Wurzeln seiner Musik und den Einfluss des Kinos erkennen. So hat er mehrmals die Musik zu Film- und Fernsehproduktionen geliefert, etwa in der französisch-portugiesischen, heiter-melancholischen Kinoproduktion Portugal, mon amour oder im US-amerikanischen Film Der Butler (beide 2013).
2014 wurde Rodrigo Leão vom portugiesischen Parlament eingeladen, ein Konzert zur Feier des 40. Jahrestags der Nelkenrevolution zu geben. Vor tausenden Zuschauern auf den weiten Treppen des Parlamentsgebäudes spielte er am 25. April 2014 zusammen mit dem Sinfonieorchester Sinfonietta de Lisboa, als Sänger wirkte der Fadista Camané mit. Auch die Trommelgruppe Gruppo de Percussões de Lisboa und der Kinderchor Coro Juvenil da Fundação Musical dos Amigos das Crianças traten auf. Ein Höhepunkt war die Interpretation des Liedes Grândola, Vila Morena, begleitet von historischen Filmaufnahmen. Das Konzert wurde danach als CD und DVD veröffentlicht und erreichte die Spitze der portugiesischen Verkaufscharts. Auch seine folgenden Alben erreichten die portugiesischen Hitparaden, darunter auch das Album O método, das 2020 bis auf Platz eins kam und 24 Wochen in den Charts blieb.
Nachdem die Tour zum Album O método auf Grund der weltweiten COVID-19-Pandemie ausfallen musste, zog sich Leão mit seiner Familie in sein Haus im Alentejo bei Avis zurück und schrieb dort neue Stücke, die er unter dem Titel Avis 2020 allein einspielte und lediglich in digitalem Format veröffentlichte. Im Oktober 2020 begann er dann die Arbeit an A Estranha Beleza da Vida, das 2021 als CD und LP erschien und bis auf Platz 2 der portugiesischen Charts kam. Auf diesem Album kehrte er zu seinen cinematischen Klangfarben zurück, aber auch markantere, teils eingängigere Lieder, die von Gastsängern wie Michelle Gurevich aus Kanada, Kurt Wagner, Sänger der US-amerikanischen Band Lambchop, oder der spanischen Sängerin Martirio eingesungen wurden. Das Album spiegelte dabei auch eine positivere Stimmung nach den Auflockerungen des Covid-19-Lockdowns wider.
Im Oktober 2021 erschien bei der spanischen BMG A Liberdade, auf der seine drei Arbeiten vor, während und zum Ende der Covid-19-Pandemie zusammengefasst sind (O método, Avis 2020 und A Estranha Beleza da Vida) und als CD veröffentlicht wurde und den 12. Platz 14 der Charts erreichte.
Mit seiner Tochter Rosa, dem mittleren seiner drei Kinder, spielte er dann das 2023 erschienene instrumentale Album Piano para Piano ein, auf dem er Kompositionen für Klavier vereinte, die sich mit Familienmitgliedern befassen oder im Zusammenhang mit seiner Familie und ihrer Geschichte in Goa, im ehemaligen Portugiesisch-Indien stehen. Das Album kam bis auf Platz 6 der portugiesischen Charts.
2025 wurde O Rapaz da Montanha veröffentlicht. Das Album, das der Musiker als sein bislang „portugiesischstes“ bezeichnete, bezieht sich in seinem Titel (O Rapaz da Montanha, port. für: Der Junge aus den Bergen) auf eine unschuldige oder unverfälschte Geisteshaltung, die Personen mitunter aus dem Alltag heraus drängt, um auf tatsächlichen oder geistigen Berganhöhen die persönliche oder allgemeine aktuelle Lage zu reflektieren, eigenen Gedanken nachzuhängen oder sich an vom Alltag verschüttete Jugendträume oder Ideale zu erinnern. Es zeigt einige Weiterentwicklungen des Künstlers, darunter Neuerungen wie die Chorgesänge, auf denen auch Leão und seine Familie mitsingen, und den durchgehend portugiesischsprachigen Texten, beides sowohl unter Einfluss portugiesischer Liedermacher und Protestsänger der 1970er Jahre als auch traditioneller portugiesischer Musik entstanden. Die Texte stammen von seiner bewährten Gastsängerin und Ehefrau Ana Carolina Costa, aber auch von Grito Lima, João Pedro Diniz und Francisco Menezes. Ende Dezember 2024 erschien bereits ein Videoclip mit der ersten digitalen Single, dem von Ana Carolina Costa getexteten und gesungenen Titelsong O Rapaz da Montanha, es folgte im Februar 2025 ein Videoclip für die zweite digitale Single, das ebenfalls von Ana Carolina Costa getextete und von Francisco Palma eingesungene Andava Eu. Im März erschien schließlich mit einem weiteren Videoclip die dritte und letzte digitale Single des Albums, das wieder von Ana Carolina Costa getextete und mehrstimmig eingesungene Já Sabia. Das Album erschien schließlich am 25. April 2025, dem Tag, an dem sich die Nelkenrevolution zum 51. Mal jährte. Leão stellte das Album am 24. April 2025 im persönlichen Interview in der Morgenausgabe der Sendung Anfiteatro des Radiosenders Antena 1 ausführlich vor.

## Diskografie
- Ave Mundi Luminar, 1993
- Mysterium (EP), 1995
- Theatrum, 1996
- Alma mater, 2000
- Pasión, 2003
- Cinema, 2004
- O Mundo (1993–2006) (Sammlung), 2006
- Portugal, Um Retrato Social (Soundtrack), 2007
- A Mãe, 2009 (Teilauflage mit DVD)
- A Montanha Mágica, 2011 (Teilauflage mit DVD)
- O Espírito De Um País, 2014 (live, Teilauflage mit DVD)
- A Vida Secreta Das Máquinas, 2015
- O Retiro, 2015
- Life Is Long (mit Scott Matthew), 2016
- O Aniversário, 2018
- Os Portugueses, 2018
- Cérebro - Mais Vasto Que o Céu, 2019
- O método, 2020
- A Liberdade (dreifach-CD, Spanien), 2021
- A estranha beleza da vida, 2022
- Piano para Piano, 2023
- O Rapaz da Montanha, 2025

## Filmmusik / Filmografie
Leão lieferte Filmmusik für eine Reihe Film- und Fernsehproduktionen, die er häufig dafür neu komponierte. Gelegentlich wurde seine Arbeit mit der von Angelo Badalamenti (1937–2022) verglichen. Neben seinen Film- und Fernseharbeiten komponierte er auch für Theaterstücke, Installationen und Choreografien, auch hier teils dafür komponiert, etwa seine Kompositionen zur beachteten Ausstellung zum menschlichen Hirn in der Gulbenkian-Stiftung 2019 (auch als Album Cérebro erschienen). Nicht aufgeführt werden seine Beteiligungen an Filmmusiken als Mitglied der Gruppen Madredeus und Sétima Legião.
Filmografie
- 1991: Um Passo, Outro Passo e Depois..., Regie: Manuel Mozos (Fernsehfilm, POR)
- 2006: Antes de a Vida Começar, Regie: António Borges Correia (POR)
- 2006: Gato Fedorento - Série Lopes da Silva (vierte Staffel der RTP-Fernsehserie, POR)
- 2007: O Meu Bairro (Fernsehserie, POR)
- 2007: Portugal - Um Retrato Social (RTP-Fernsehserie, POR)
- 2008: Castelos no Ar, Regie: Vicente Alves do Ó (Kurzfilm, POR)
- 2008–2009: Ecuador (TVI-Fernsehserie)
- 2010: Senhor X, Regie: Gonçalo Galvão Teles (Kurzfilm, POR)
- 2010: 42,195 Km, Regie: Júlio Alves (Kurzfilm, POR)
- 2011: June, Regie: Fernando Eloy (Kurzfilm, Macau)
- 2012: O Frágil Som do Meu Motor, Regie: Leonardo António (POR)
- 2013: Der Butler, Regie: Lee Daniels (USA)
- 2013: Njinga Rainha de Angola, Regie: Sérgio Graciano (Angola, POR, auch Fernseh-Mehrteiler)
- 2013: Portugal, mon amour, Regie: Ruben Alves (F, POR)
- 2013: Herculano, Regie: Sérgio Graciano (Kurzfilm, POR)
- 2014: Nascimento de uma ideia, Regie: Rui Simões (Kurzfilm, POR)
- 2016: 100 metros, Regie: Marcel Barrena (ESP, POR)
- 2017: No Intenso Agora, Regie: João Moreira Salles (BRA)
- 2019: Am Rande der Demokratie, Regie: Petra Costa (Doku, BRA)
- 2020: Submissão, Regie: Leonardo António (POR)
- 2021: Ljubomir Stanisic - Coração na Boca, Regie: Mónica Franco (POR, auch Fernseh-Mehrteiler)
- 2024: Apocalypse in the Tropics, Regie: Petra Costa (Dokumentarfilm)